# Васо Дрецун
Васа Дрецун је рођен у селу Љуботињу код Цетиња у сиромашној породици. Једно време је радио као млинарски радник, а затим оставши без посла 1938. године долази у Бор где крајем године постаје рударски радник. Активним партијским радом се бави дуже време а посебно у новој средини у Борском руднику, у КПЈ је примљен половином 1940 године а касније постаје и секретар партијске ћелије.
На окружној конференцији КПЈ у Зајечару (прва половина октобра 1940.г.) изабрани су Васа Дрецун и Добривоје Радосављевић Боби делегати за Пету земаљску конференцију КПЈ која је одржана крајем октобра 1940 у Загребу. Васа Дрецун, комуниста и борски рудар, је на Петој конференцији врло добро примљен, а сам Тито се са њим посебно поздравио.
Убрзо по повратку са Конференције 13. новембра 1940. године, Васо Дрецун је, у недовољно разјашњеној, тешкој рударској несрећи са још два радника (Богосав Крстић и Добривоје Весић) на седмом хоризонту Борске јаме погинуо затрпан блоковима руде. Окружни суд је догађај квалификовао несрећним случајем и за то нико није одговарао, а породица је остала без јединог хранитеља и било какве одштете.
О погибији Васе Дрецуна је известио илегални орган ПК КПЈ за Србију, Глас радног народа бр. 1. 1941. под насловом "Смрт друга Васе Дрецуна рудара Борских рудника.", а Загребачки Раднички тједник је у броју 35. од 10.1.1941. објавио напис о помену другова на његовом гробу (22.12.1940.).
Сервисно окно у Јами борског рудника на дубини од 542 метра данас носи име Васе Дрецуна.